# Ecatepec de Morelos

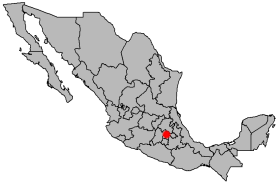
Położenie gminy na mapie Meksyku

Ecatepec de Morelos lub Ecatepecⓘ – miasto i gmina w stanie Meksyk, w środkowym Meksyku. Człon „de Morelos” został dodany do nazwy miejscowości w 1877 roku, którą jednocześnie podniesiono do rangi miasta.
Miasto jest siedzibą katolickiej diecezji Ecatepec (hiszp. Diócesis de Ecatepec). W miejscowości mieści się katedra (hiszp. Catedral de Ecatepec).

## Pochodzenie nazwy
Nazwa pochodzi z języka nahuatl; w dosłownym tłumaczeniu oznacza „wzgórze wiatru” (ehecatl – wiatr, tepetl – wzgórze). Drugi człon nazwy miejscowości, „de Morelos”, wyraża szacunek dla José María Morelosa, bohatera w wojnie o niepodległość Meksyku.

## Dane ogólne
- powierzchnia: 160,17 km²
- wysokość: 2250 m n.p.m.
- populacja: 1 656 107

### Skład gminy
W skład gminy wchodzą:
- 1 miasto (San Cristóbal Ecatepec de Morelos)
- 7 wsi
  - San Pedro Xalostóc
  - Santa Clara Coatitla
  - Santa María Tultlepac
  - Santo Tomás Chiconautla
  - Santo María Chiconautla
  - Guadalupe Victoria
  - San Isidro Atlauhtenco
- 1 ranchería
- 12 barrio
- 163 fraccionamiento
- 359 kolonii

## Klimat
Ecatepec leży w strefie letniej z klimatem suchym i przelotnymi opadami deszczu w lecie.
Średnia temperatura wynosi od 14 °C do 18 °C.

## Popularne miejsca
- muzeum związane z José María Morelosem i Pavón
- kościół świętego Krzysztofa
- katedra w Ecatepec
- Museo Puente de Arte
- miasto San Cristóbal Ecatepec de Morelos

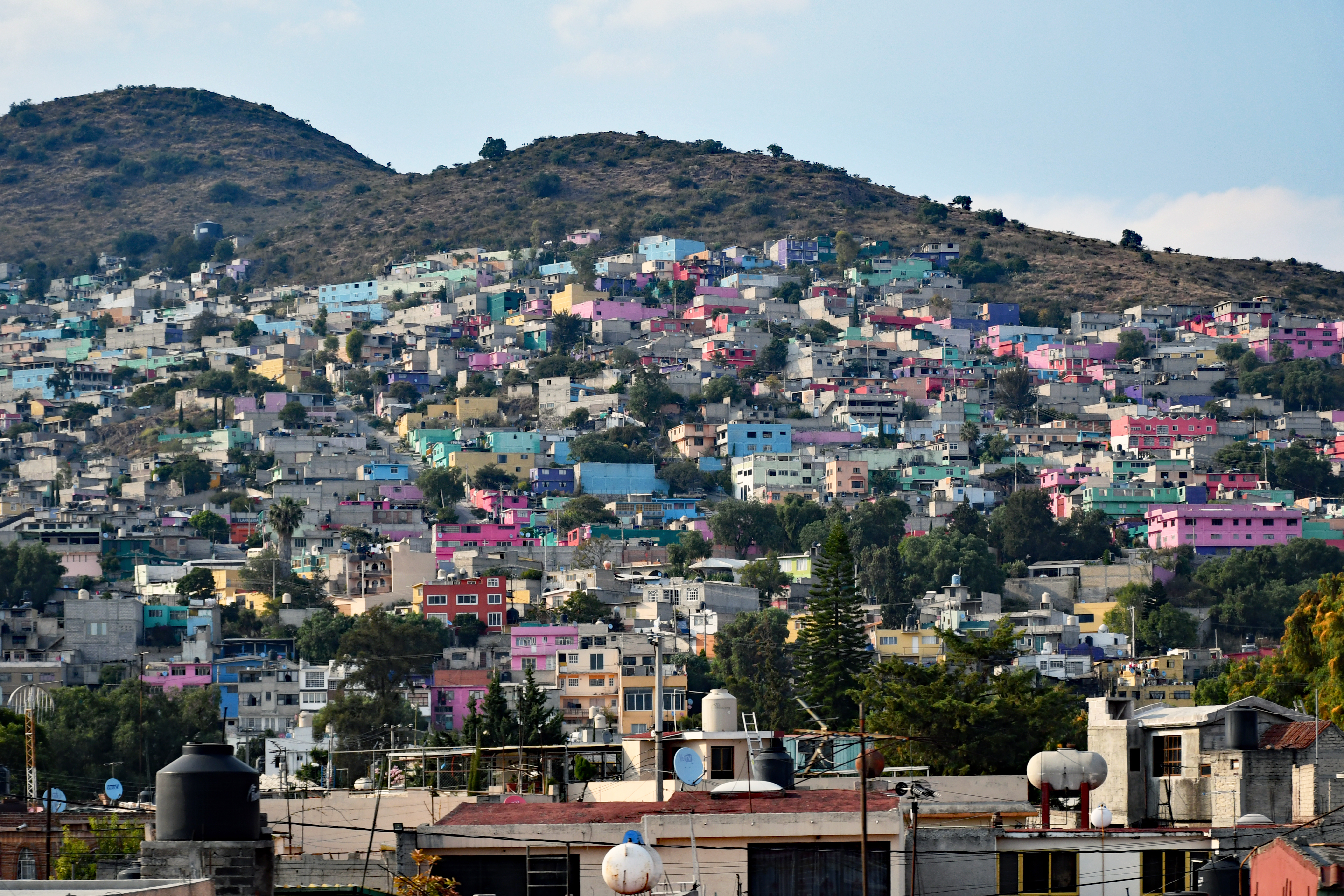
Ecatepec de Morelos (widok z autostrady 85D)
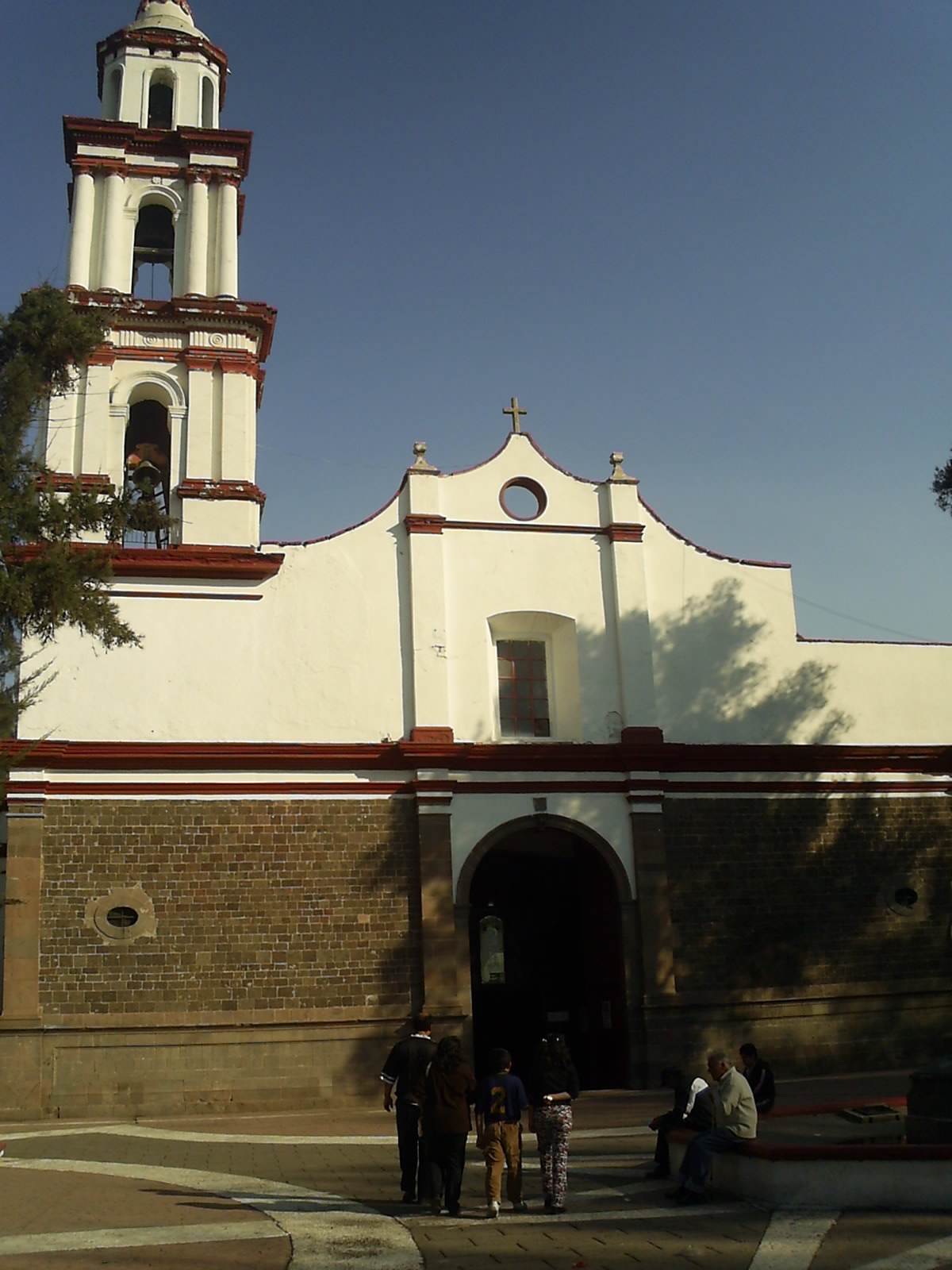
Kościół świętego Krzysztofa
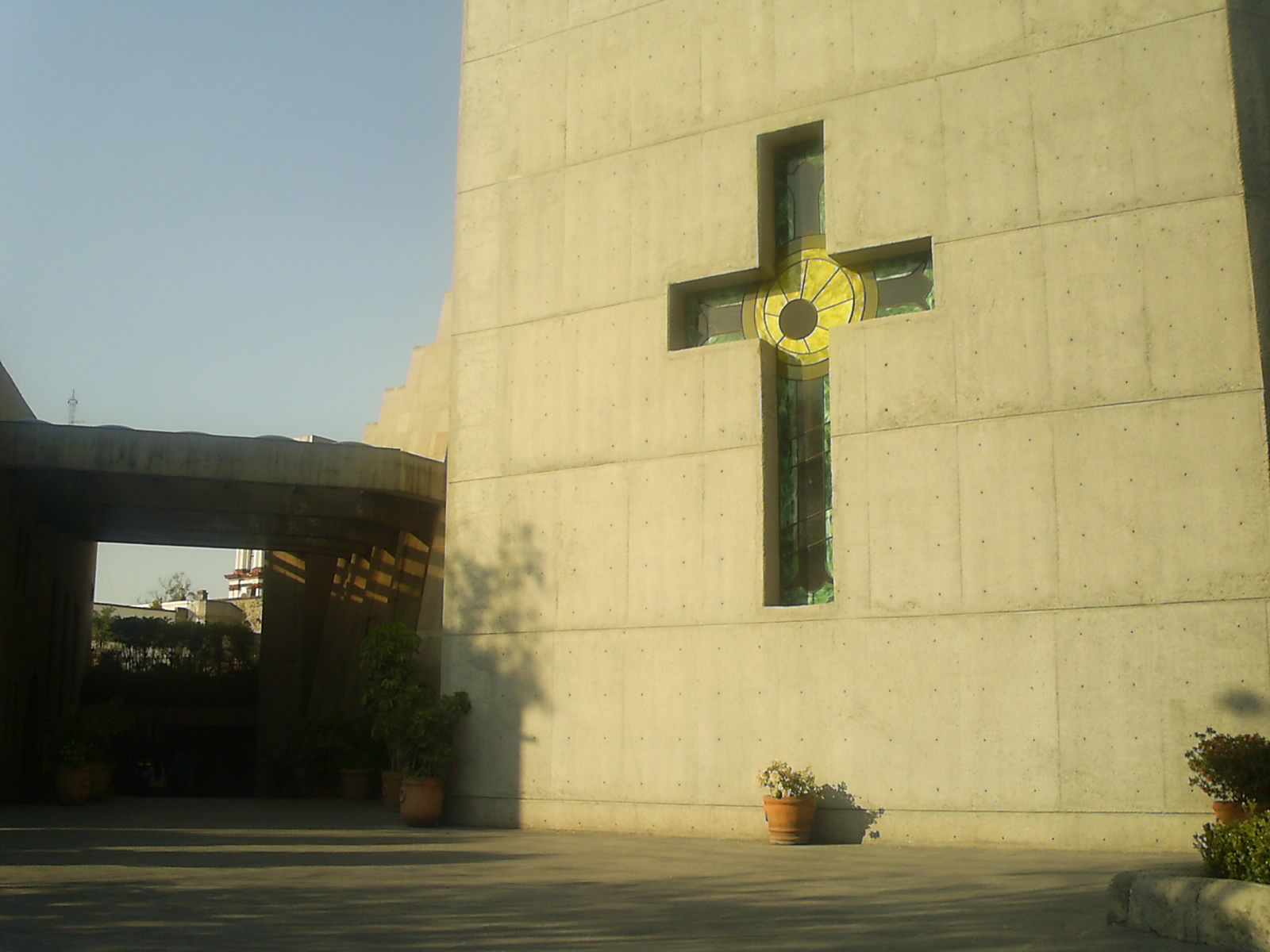
Katedra Ecatepec (2005)
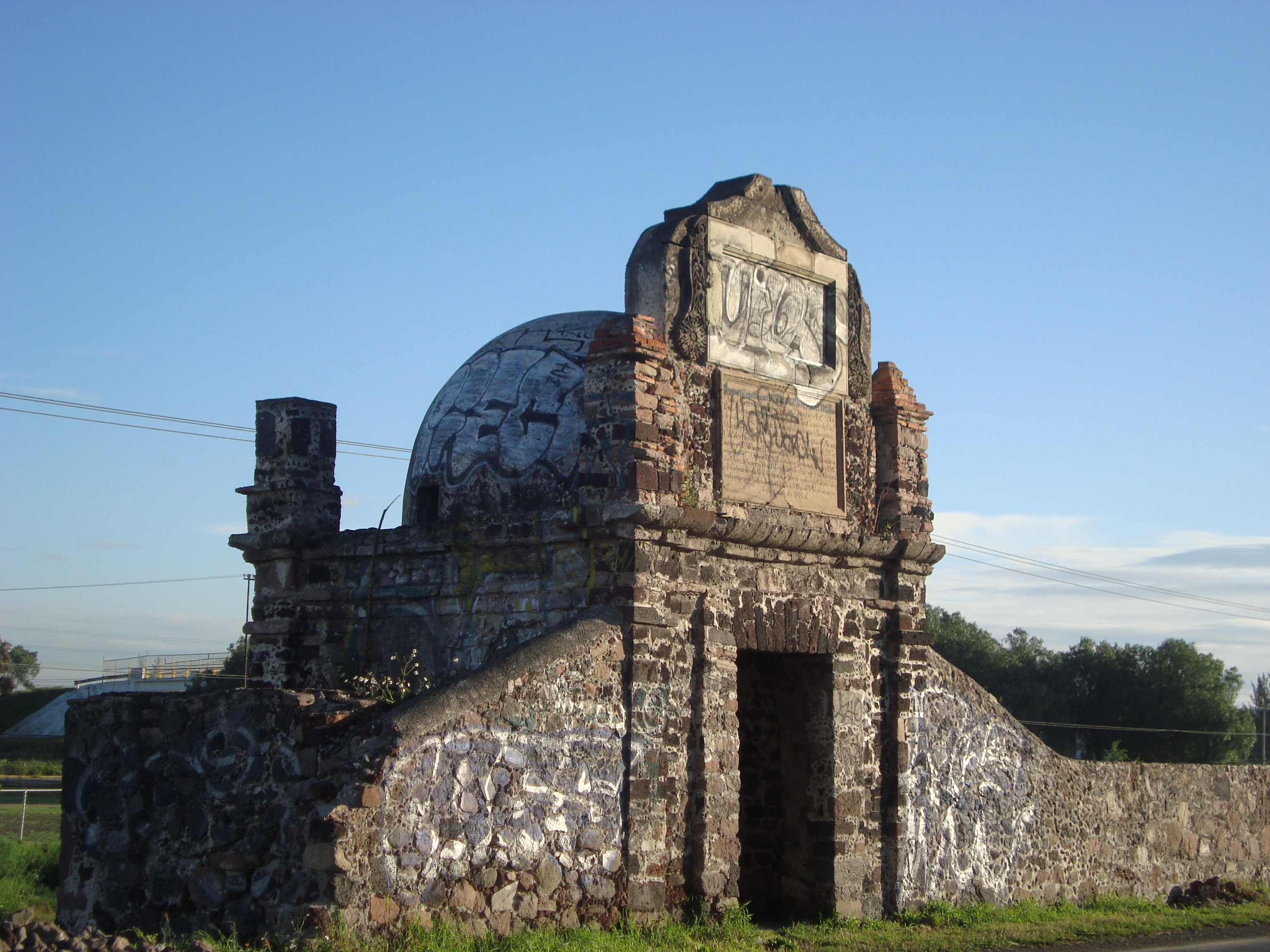
Albarradón de San Cristóbal (element hydraulicznego systemu wodociągowego)

## Burmistrze miasta
- Guadalupe Castillo (1957–1960)
- Ángel Otero Rivero (1960–1963)
- Guillermo Rodríguez Caballero (1963–1966)
- Rafael Quesada Ramírez (1966–1969)
- Leonardo Munoz López (1969–1972)
- Gustavo Minutti Schiavenini (1972)
- Vicente Coss Ramírez (1972–1975)
- Guillermo Fragoso Martínez (1975–1978)
- Bernardo Sánchez Robles (1978–1981)
- Josué Valdés Mondragón (1981–1984)
- Raúl Vélez García (1984–1987)
- Mario Enrique Vázquez Hernández (1987–1990)
- Vicente Coss Ramírez (1990–1993)
- José Alfredo Torres Martínez (1993–1996)
- Jorge Torres Rodríguez (1996–2000)
- Agustín Hernández Pastrana (2000–2003)
- Eruviel Ávila Villegas (2003–2006)
- José Luis Soto Oseguera (2006)
- José Luis Cruz Flores Gómez (2006)
- José Luis Gutiérrez Cureno (2006–2009)
- Eruviel Ávila Villegas (2009–2011)
- Indalecio Ríos Velázquez (2011–2012)
- Pablo Bedolla López (2013–2015)
- Sergio Díaz Hernández (2015)
- Indalecio Ríos Velázquez (2016–2018)
- Luis Fernando Vilchis Contreras (2019–2021)

## Współpraca
- Cuautla (Meksyk)
- Guadalupe (Meksyk)
- Caracas (Wenezuela)
- Namyangju (Korea Południowa)
- San José (Kostaryka)